# R.
R. (r.) es una abreviatura historiográfica de las palabras latinas rex (rey), regina (reina) o regnavit ('[él/ella] reinaba o gobernaba'), que puede ser empleada para indicar el reinado o período de gobierno de alguien con poder dinástico, para distinguirlo de su vida útil total.
Por ejemplo, se puede escribir "emperador Carlos V (r. 1519-1556)" en lugar de "emperador Carlos V (1500-1558)" si el año de ascenso al trono proporciona una información más importante para el lector que los años de nacimiento y fallecimiento, a veces para enfatizar que el gobernante abdicó antes de su muerte.

## Jurisprudencia
R. se utiliza como anotación en la fiscalía de la Commonwealth británica (Monarquía en la Mancomunidad de Naciones) para significar 'la Corona' o 'el Estado', que está representado por el monarca británico.
Se ve a menudo escrito como 'R. v acusado' ("R. v Defendant"), que se lee como 'La Corona contra el acusado'.